# كريستوفر ميدلتون
كريستوفر ميدلتون (بالإنجليزية: Christopher Middleton)‏ كان ضابط في البحرية الإنجليزية وملاح - كريستوفر ميدلتون (12 فبراير 1770 - أواخر القرن 17). انتخب زميلا للجمعية الملكية في 7 نيسان 1737.
واكتشف مضيق فاغر Wager في خليج هدسون حيث كان مثلج في لمدة ثلاثة أسابيع.